# Стаюра Володимир Іванович
Володимир Іванович Стаюра (19 червня 1966, с. Буцнів, Українська РСР — 26 серпня 2017, Єгипет) — український інженер, підприємець, меценат, політик, військовик. Депутат Тернопільської обласної (2009—2015) та міської (2015—2017) рад.

## Життєпис
Володимир Іванович Стаюра народився 19 червня 1966 року в селі Буцневі Тернопільського району Тернопільської області, Українська РСР.
Закінчив Тернопільський приладобудівний інститут (1993, нині національний технічний університет).
Працював у м. Тернополі слюсарем контрольно-вимірювальних приладів на ВО «Оріон» (1986—1994), інженером ТОВ «Біттер» ЛТД, заступником директора ТОВ «Озон».
Від 1997 — приватний підприємець, 1999 — директор ПП «Партнер», 2007 — директор ТОВ «Тернопільська інвестиційна компанія „Галичина“», 2009 — голова благодійного фонду «Фундація українських меценатів».
Багато років займався дайвінгом.

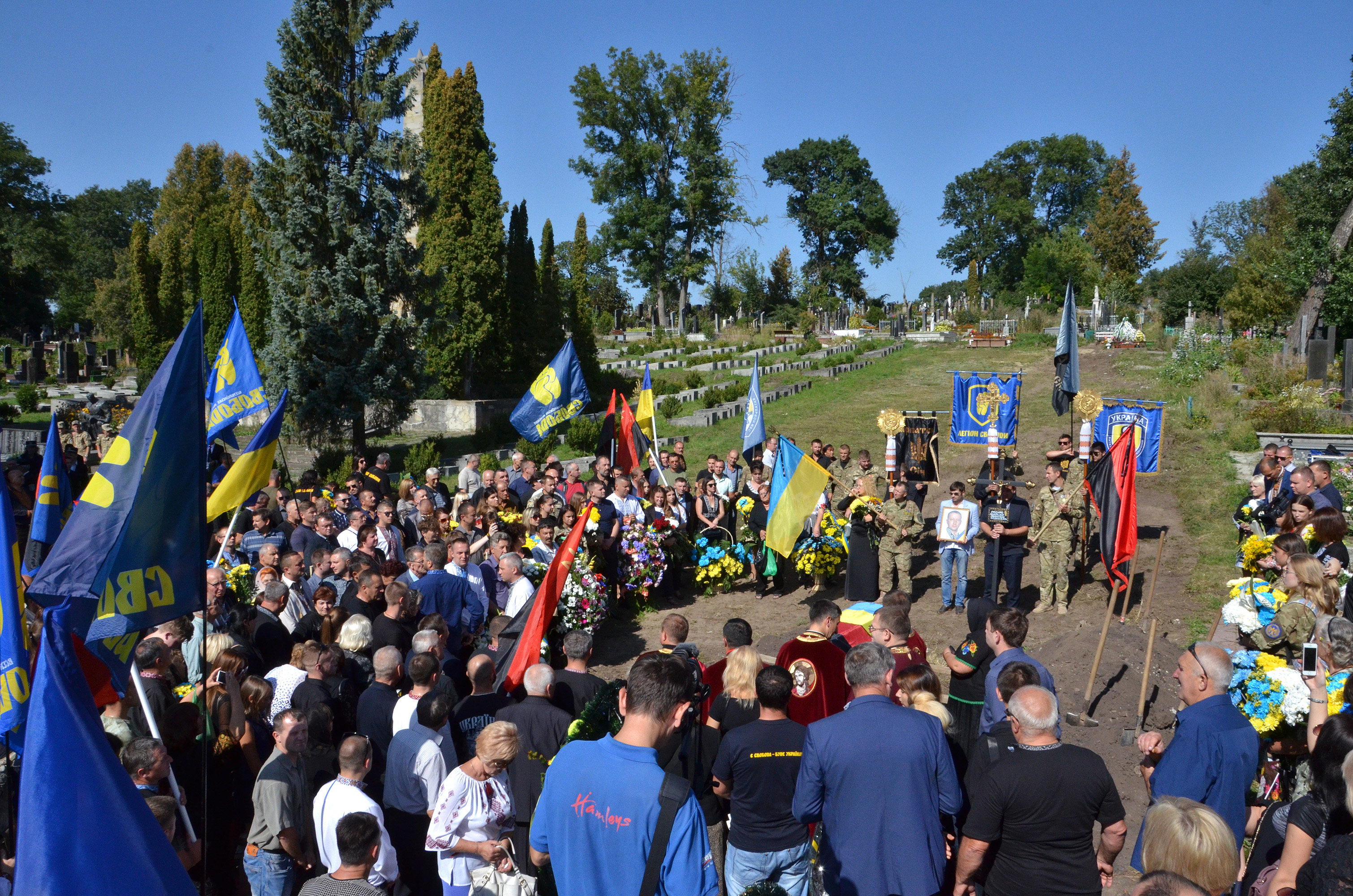
Похорон Володимира Стаюри, на Микулинецькому цвинтарі

Помер від серцевого нападу 26 серпня 2017 року під час відпочинку з дружиною та сином у Єгипті. Заупокійна Літургія відбулася 27 серпня в Соборі Непорочного Зачаття Пресвятої Богородиці в Тернополі. 1 вересня в Соборі Непорочного Зачаття Пресвятої Богородиці відбулася поминальна панахида, архієрейська літургія та чин похорону, після яких траурна процесія пройшла вулицями Тернополя до Микулинецького цвинтаря, де Володимира Стаюру й поховано поряд з похованнями військових часів Другої світової війни.
Разом з дружиною Любов'ю виховував синів Максима та Яромира.

## Громадсько-політична діяльність

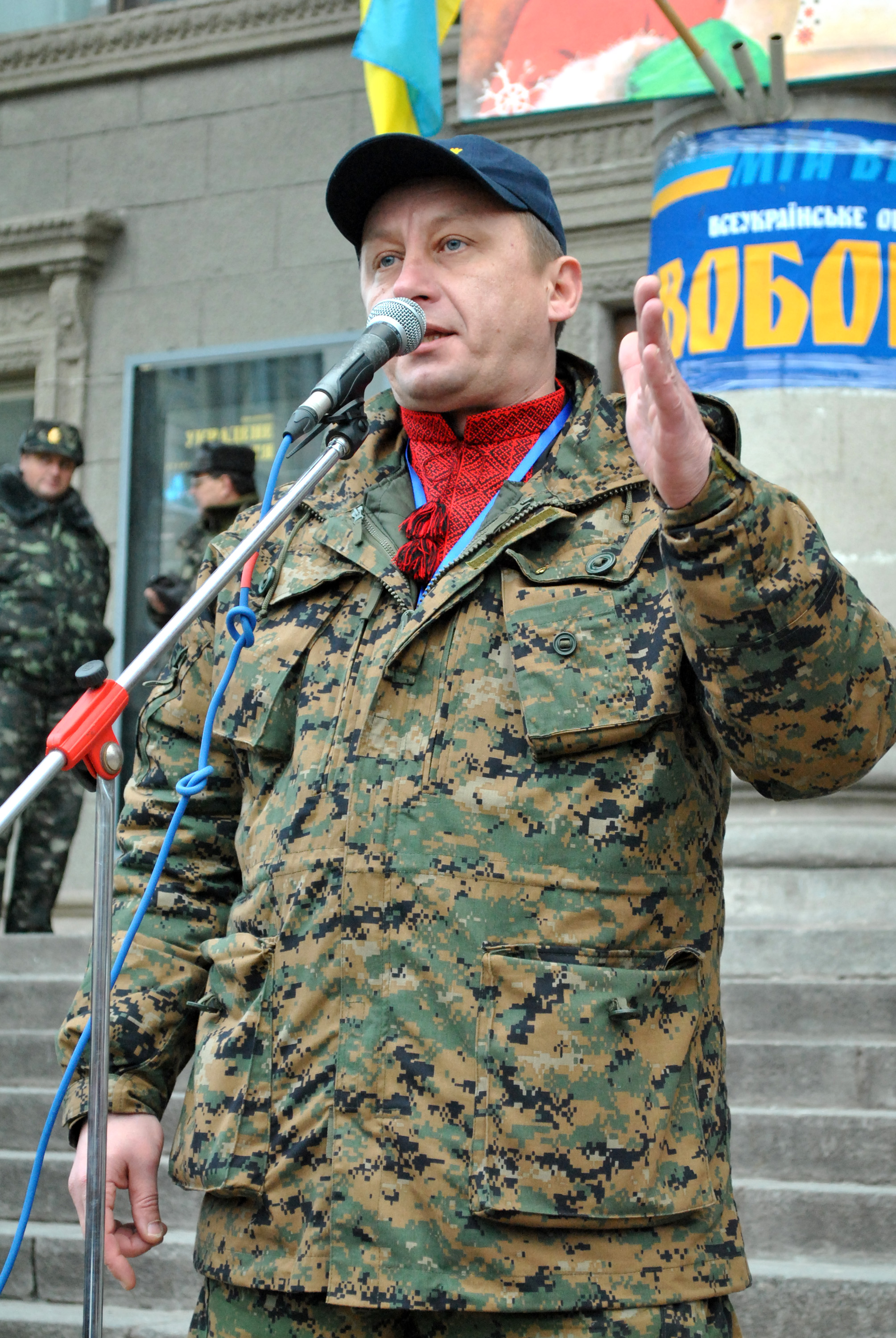
Володимир Стаюра виступає на одному з мітингів під час Євромайдану в Тернополі

Володимир Стаюра був активістом національно-визвольного руху з кінця 1980-х років. Брав активну участь у створенні «Народного Руху», очолював осередок «Просвіти» на заводі «Оріон». Долучився до створення в Тернополі товариств «Меморіал» та «Вертеп».
29 квітня 1990 року саме він із С. Сидором підняли перший національний прапор над Тернопільською міською радою.
У 2009 році став депутатом Тернопільської обласної ради від Всеукраїнського об'єднання «Свобода». З 2008 року обіймав посаду заступника голови Тернопільської обласної організації ВО «Свобода» з питань партійної дисципліни. З грудня 2012 року очолив Тернопільську обласну організацію ВО «Свобода».
29 січня 2013 повісив червоно-чорний прапор на будівлі Тернопільської облради, за що був притягнений до відповідальності за ст. 173 КуАП (дрібне хуліганство) й оштрафований на 119 грн. Тернопільським міськрайсудом.
Активний учасник Революції гідності в Києві та координатор революційного руху в Тернополі — керівник Штабу національного спротиву. Під час революційних подій, коли на противагу Тернопільській облдержадміністрації з вертикалі президента Януковича було створено виконавчий комітет Тернопільської обласної ради, 30 січня 2014 Володимира Стаюру обрано головою виконкому.

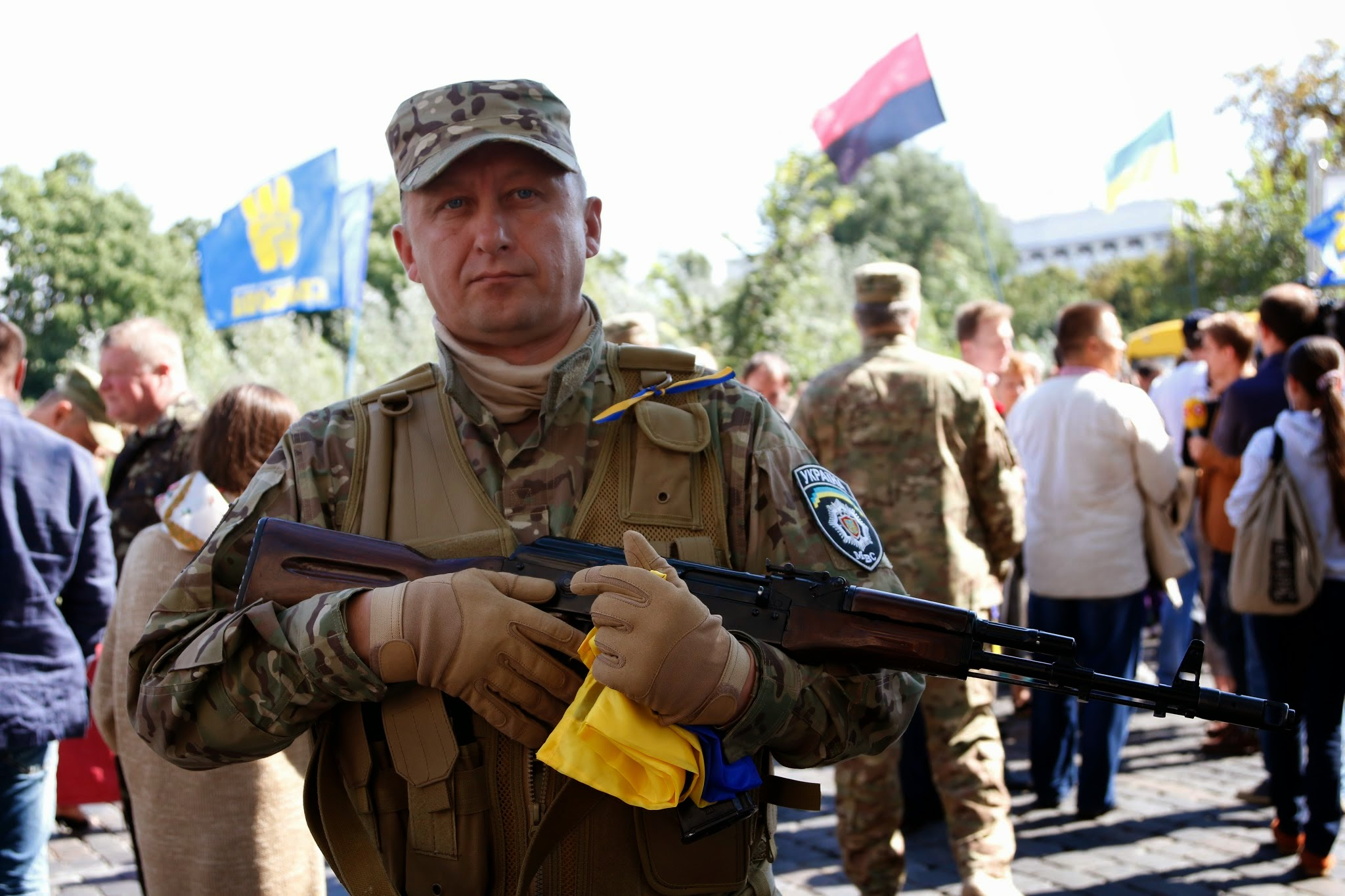
Володимир Стаюра у військовому однострої

Учасник російсько-української війни у 2014—2015 роках, військовик добровольчого батальйону «Січ», згодом — заступник командира роти «Карпатська Січ» 93-ї ОМБр Збройних сил України.
За результатами місцевих виборів 25 жовтня 2015 року став депутатом Тернопільської міської ради від ВО «Свобода». Голова постійної комісії міської ради з питань місцевого самоврядування, законності, правопорядку, регламенту та депутатської діяльності.
2017 року вийшла друком книга «Віра і воля», співавтором якої є Володимир Стаюра, — про останній бій УПА на території Тернопільщини 14 квітня 1960 року.

## Вшанування пам'яті
31 серпня розпорядженням міського голови Сергія Надала в Тернополі оголошено Днем жалоби за Володимиром Стаюрою.

### Відзнаки
- «Почесний громадянин міста Тернополя» (28.08.2017, посмертно)[13]